# Делія Фіалло
Делія Фіалло (ісп. Delia Fiallo; 4 липня 1924, Гавана, Куба — 29 червня 2021, Корал-Гейблз, Маямі-Дейд, Флорида, США) — кубинська письменниця, автор теленовел.

## Життєпис
Народилася 4 липня 1924 року в Гавані, Куба. Вивчала філософію та літературу в Гаванському університеті, який закінчила 1948 року з докторським ступенем. Наступного року почала писати для радіо Гавани. Її першою адаптацією для телебачення стала кубинська теленовела «Сорайя, квітка під час бурі» 1957 року. 1966 року переїхала з родиною до Маямі, Флорида. 1967 року почала співпрацювати з венесуельською телекомпанією Venevision, пізніше з Radio Caracas Televisión. Її першою венесуельською теленовелою стала «Сеньйорита Елена» 1967 року. Останній оригінальний твір письменниці — венесуельська теленовела «Крісталл» 1985 року. Її сюжети були успішно адаптовані в Аргентині, Мексиці, США, Бразилії, Колумбії та Перу. За вагомий внесок у жанр теленовели Фіалло називають «Матір'ю латиноамериканської теленовели».
1952 року Фіалло вступила у шлюб з радіорежисером Бернардо Паскуалем. У пари народилися п'ятеро дітей — чотири доньки і один син. У письменниці 13 онуків. Постійнно проживала в Маямі. У березні 2019 року письменниця овдовіла.
Делія Фіалло померла 29 червня 2021 року у місті Корал-Гейблз, округ Маямі-Дейд, штат Флорида, в 96-річному віці.

## Оригінальні твори

### Радіоновели
- Сеньйорита Елена / La señorita Elena
- Лігія Сандоваль / Ligia Sandoval
- Сорайя / Soraya
- Злий ангел / El ángel perverso
- Твій світ і мій / Tu mundo y el mío
- Жінка, яка не могла кохати / La mujer que no podía amar
- Збесчещена / Deshonrada
- Сильніше за ненависть / Más fuerte que el odio
- Твоє кохання було моїм гріхом / Tu amor fue mi pecado'
- Завжди кохатиму тебе / Siempre te he querido

### Теленовели
- Поки смерть не розлучить нас / Hasta que la muerte nos separe (Куба, 1957)
- Під небом Алжиру / Bajo el cielo de Argelia (Куба, 1962)
- Ліза, кохання моє / Lisa, mi amor (Венесуела, 1970)
- Есмеральда / Esmeralda (Венесуела, 1970–1971)
- Марія-Тереза / María Teresa (Венесуела, 1972)
- Перегріна / Peregrina (Венесуела, 1973)
- Дівчина на ім'я Мілагрос / Una muchacha llamada Milagros (Венесуела, 1973–1974)
- Нічна Маріанна / Mariana de la noche (Венесуела, 1975–1976)
- Жуліаніта / La Zulianita (Венесуела, 1976)
- Рафаела / Rafaela (Венесуела, 1977)
- Марія дель Мар / María del Mar (Венесуела, 1978)
- Моя найкраща подруга / Mi mejor amiga (Венесуела, 1980–1981)
- Спадкоємиця / La heredera (Венесуела, 1981–1982)
- Люба матуся / Querida mamá (Венесуела, 1982)
- Леонела і страх кохання / Leonela и Miedo al amor (Венесуела, 1983–1984)
- Крісталл / Cristal (Венесуела, 1985–1986)

## Адаптації

### Адаптації власних творів
- Сорайя, квітка під час бурі / Soraya, una flor en la tormenta (Куба, адаптація радіоновели Сорайя)
- Злий ангел / El ángel perverso (Куба, адаптація радіоновели Злий ангел)
- Лігія Сандоваль / Ligia Sandoval (Куба, адаптація однойменної радіоновели)
- Жінка, яка не могла кохати / La mujer que no podia amar (Куба, адаптація однойменної радіоновели)
- Лусесіта / Lucecita (Венесуела, 1967 – 1968, адаптація радіоновели Злий ангел)
- Сеньйорита Елена / La señorita Elena (Венесуела, 1967, адаптація однойменної радіоновели)
- Росаріо / Rosario (Венесуела, 1968, адаптація радіоновели Твій світ і мій)
- Лусесіта / Lucecita (Венесуела, 1972, адаптація радіоновели Злий ангел)
- Сеньйорита Елена / La señorita Elena (Венесуела, 1975, адаптація однойменної радіоновели)
- Емілія / Emilia (Венесуела, 1979–1980), адаптація радіоновели Твій світ і мій)
- Доброго дня, Ісабель / Buenos días, Isabel (Венесуела, 1980, адаптація теленовели Ліза, кохання моє)
- Лігія Сандоваль / Ligia Sandoval Венесуела, 1981, адаптація однойменної радіоновели)
- Топаз / Topacio (Венесуела, 1984–1985, адаптація теленовели Есмеральда)
- Касандра / Cassandra (Венесуела, 1992–1993, адаптація теленовели Перегріна)
- Леонела, яка гине від кохання / Leonela, muriendo de amor (Перу, 1997–1998, адаптація теленовели Леонела і страх кохання)

### Адаптації творів інших авторів
- Донья Барбара / Doña Bárbara (Венесуела,1967, за однойменним романом Ромуло Гальєгоса)
- Моя сестра-близнючка / Mi hermana gemela (Венесуела, 1975, оригінал Делії Гонсалес Маркес)
- Буремний перевал / Cumbres Borrascosas (Венесуела, 1976, за однойменним романом Емілі Бронте)
- Лаура і Вірхінія / Laura y Virginia (Венесуела, 1977, оригінал Енріке Харнеса)
- Бідна дияволиця / Pobre diabla (Аргентина, Венесуела, 1990, оригінал Альберто Мігре)

### Адаптації, виконані іншими авторами (неповний список)
- Лусесіта / Lucecita (Венесуела, 1967–1968, адаптація Ліхії Лесама за радіоновелою Злий ангел)
- Моя кохана Сільвія / Mi querida Silvia (Пуерто-Рико, 1978, за радіоновелою Сорайя)
- Марта і Хав'єр / Marta y Javier (Венесуела, 1983, адаптація Ліхії Лесама за радіоновелою Завжди кохатиму тебе)
- Вірхінія / Virginia (Венесуела, 1983–1984, за радіоновелою Злий ангел)
- Топаз / Topacio (Венесуела, 1985, адаптація Ани Мерседес Ескамес, Мілагрос дель Ває та Бенільде Авіла за теленовелою Есмеральда)
- Марія / María (Аргентина, 1985–1986, адаптація Федеріко Пагано за теленовелою Жуліаніта)
- Твій світ і мій / Tu mundo y el mío (Аргентина, 1987–1988, адаптація Альберто Хіароко за однойменною радіоновелою)
- Моя кохана Беатріс / Mi amada Beatriz (Венесуела, 1987–1988, адаптація Бенільде Авіла за теленовелою Дівчина на ім'я Мілагрос)
- Роберта / Roberta (Венесуела, 1987, за теленовелою Рафаела)
- Весна / Primavera (Венесуела, 1988, адаптація Вівел Ноель за теленовелою Марія-Тереза)
- Марібель / Maribel (Венесуела, 1989, адаптація Ани Мерседес Ескамес за теленовелою Жуліаніта)
- Фабіола / Fabiola (Венесуела, 1989–1990, адаптація Ани Мерседес Ескамес за радіоновелою Твій світ і мій)
- Інес Дуарте, секретарка / Inés Duarte, secretaria (Венесуела, 1990–1991, адаптація Алісії Баріос за теленовелою Ліза, кохання моє)
- Найвродливіша / Bellísima (Венесуела, 1991–1992, адаптація Валентини Парага за теленовелою Крісталл)
- Марієлена / Marielena (США, Іспанія, 1992–1993, адаптація Табаре Перес та Ісамар Ернандес за теленовелою Люба матуся)
- Росанхеліка / Rosangélica (Венесуела, 1993, за теленовелою Марія-Тереза)
- Гвадалупе / Guadalupe (США, Іспанія, 1994, адаптація Табаре Перес та Ісамар Ернандес за теленовелою Спадкоємиця)
- Алехандра / Alejandra (Венесуела, 1994, за теленовелою Рафаела)
- Палома / Paloma (Колумбія, 1994–1995, за радіоновелою Твій світ і мій)
- Морелія / Morelia (Мексика, 1994–1995, адаптація Хімени Суарес за теленовелою Жуліаніта)
- Есмеральда / Esmeralda (Мексика, 1997, адаптація Хеорхіни Тіноко, Долорес Ортега та Лус Орлін за однойменною теленовелою)
- Живу заради Елени / Vivo por Elena (Мексика, 1998, адаптація Марсії дель Ріо за радіоновелою Сеньйорита Елена)
- Лус-Марія / Luz María (Перу, 1998–1999, адаптація Маріси Кірхаусен та Луїса Феліпе Альварадо за радіоновелою Злий ангел)
- Привілей кохати / El privilegio de amar (Мексика, 1998–1999, адаптація Ліліани Абуд за теленовелою Крісталл)
- Росалінда / Rosalinda (Мексика, 1999, адаптація Карлоса Ромеро, Карі Фахер та Лиліани Абуд за теленовелою Марія-Тереза)
- Мілагрос / Milagros (Перу, 2000–2001, адаптація Енріке Монклоа и Джованни Полароло за теленовелою Спадкоємиця)
- Соледад / Soledad (Перу, 2001, адаптація Маріси Кірхаусен  Луїса Феліпе Альварадо за теленовелою Люба матуся)
- Нічна Маріанна / Mariana de la noche (Мексика, 2003–2004, адаптація Ліліани Абуд за однойменною теленовелою)
- Есмеральда / Esmeralda (Бразилія, 2004–2005, адаптація Енріке Самбелі і Рохеліо Гарсія за однойменною теленовелою)
- Перегрина / Peregrina (Мексика, 2005–2006, адаптація Карлоса Ромеро за однойменною теленовелою)
- Обережно з ангелом / Cuidado con el ángel (Мексика, 2008–2009, адаптація Карлоса Ромеро за теленовелою Дівчина на ім'я Мілагрос)
- Море кохання / Mar de amor (Мексика, 2009–2010, адаптація Альберто Гомеса за теленовелою Марія дель Мар)
- Тріумф любові / Triunfo del amor (Мексика, 2010–2011, адаптація Ліліани Абуд за теленовелою Крісталл)
- Рафаела / Rafaela (Мексика, 2011, адаптація Каті Естрада та Ени Маркес за однойменною теленовелою)
- Притулок для кохання / Un refugio para el amor (Мексика, 2012, адаптація Хеорхіни Тіноко та Нори Алеман за теленовелою Жуліаніта)